# Pedres rúniques de Björklinge

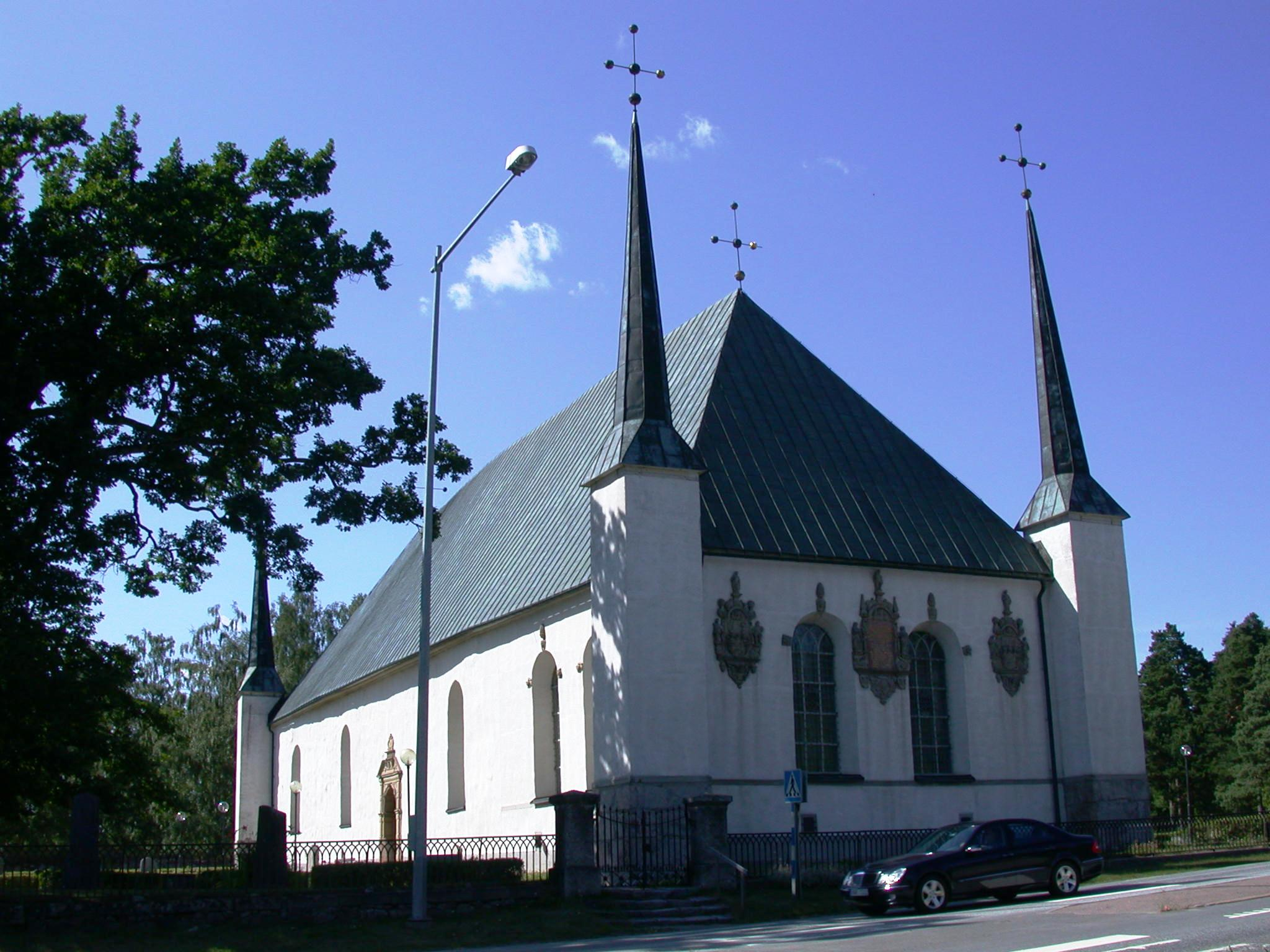
Església de Björklinge, Uppland, Suècia

Les pedres rúniques de Björklinge són cinc peces de l'era vikinga catalogades en la Rundata com a U 1045, U 1046, U 1047, U 1048 i U 1050, totes emplaçades a l'església de Björklinge, Uppland, Suècia. Cal afegir-hi un petit fragment d'una altra sisena pedra de la qual només es conserva un text parcial en alfabet rúnic: i * lit * rita * que significa 'havia erigit' i que es va catalogar com a U 1049.

## U 1045
És una peça de granit d'1,3 m d'alçada. La pedra es mogué de l'emplaçament originari, a l'exterior de l'església, al flanc sud, el 1920. La inscripció correspon a un text rúnic en futhark recent sobre una serp, gravat en estil Urnes Pr4 o Pr5.
El text diu que la pedra, l'erigí Bjarnhôfði en memòria del seu pare, del mateix nom. Un fragment d'una altra pedra, la U 1113, amb una inscripció parcial amb el mateix nom, aparegué a 1 km de distància, a prop de Häggeby.

### Inscripció

#### Transliteració en caràcters llatins
' biarnaffþi ' lit ' hakua ' stain ' at ' biarnafþa ' faþur ' sense -ak-- ' s...- ' at '

#### Transcripció ennòrdic antic
Biarnhofði let haggva stæin at Biarnhofða, faður sinn... 

#### Traducció al català
Bjarnhôfði feu gravar la pedra en memòria de Bjarnhôfði, son pare...

## U 1046
És una peça de granit d'1,65 m d'alçada. La pedra es traslladà del seu lloc originari a l'exterior de l'església, al flanc sud, el 1920. La inscripció correspon a un text rúnic sobre una serp entrellaçada amb una creu cristiana al marge superior, gravat en estil Urnes Pr4. L'autoria s'ha atribuït al mestre picapedrer Öpir, que exercí a la fi del s. XI i principis del XII a Uppland.
El text rúnic esmenta que un home feu erigir una pedra i construí un pont en memòria de son germà anomenat Sædjarfr o Sigdjarfr. La referència de la construcció de ponts és prou comuna en pedres d'aquest període, una manera d'expressar des d'un punt de vista cristià la transició entre aquesta vida i el més enllà. Al final de l'era vikinga, l'Església catòlica emparava la construcció de ponts i carreteres com una indulgència a canvi de favors i intercessió de l'Església en benefici de l'ànima del difunt.
Hi ha molts exemples de ponts que daten del s. XI, així com inscripcions rúniques com Sö 101, U 489 i U 617.

### Inscripció

#### Transliteració en caràcters llatins
...ikaiR lit resa sten auk ' kera ' buro ' eftiR ' siiterf * buroþur * sin

#### Transcripció ennòrdic antic
...gæiRR let ræisa stæin ok gæra bro æftiR Sædiarf/Sigdiarf, broður sinn.

#### Traducció al català
...-geirr havia erigit aquesta pedra i el pont en memòria de Sædjarfr/Sigdjarfr, son germà.

## U 1047
És una peça de granit d'1,55 m d'alçada. La pedra es descobrí després de desmantellar un mur del cementeri de l'església el 1865. La inscripció correspon a un text rúnic sobre una serp entrellaçada amb tres creus cristianes, gravat en estil Urnes Pr4. L'autoria se n'ha atribuït al mestre picapedrer Ingulv, també conegut per les inscripcions U 929, apareguda a la catedral d'Upsala, U 1041 a Golvasta, U 1052 a Axlunda i U 1075 a Bälinge. Hi ha una altra teoria que n'imputa l'autoria a Likbjörn, que feu altres tres inscripcions: U 1075 a Bälinge (hui perduda), U 1095 a Rörby i U Fv1976;104, descoberta el 1975 a la catedral d'Upsala.
El text rúnic esmenta quatre germans: Eygeirr, Ketilbjôrn, Gísl i Ígull, que erigiren una pedra en memòria de son pare Eybjôrn. Ketilbjôrn comparteix el mateix element bjôrn ('os') amb son pare. Era una pràctica comuna a Escandinàvia repetir el sobrenom de pares a fills per mostrar el vincle familiar.

### Inscripció

#### Transliteració en caràcters llatins
ayka-R ' auk ' kitilbiarn ' auk ' keisl ' auk ' ihul ' litu ' rita sten ' eftiR hybiarn faþ ' sin '

#### Transcripció ennòrdic antic
Øygæ[i]RR ok Kætilbiorn ok Gisl(?) ok Igull letu retta stæin æftiR Øybiorn, faður sinn.

#### Traducció al català
Eygeirr i Ketilbjôrn i Gísl(?) i Ígull havien erigit la pedra en memòria d'Eybjôrn, pare seu.

## U 1048
És una peça de granit d'1,30 m d'alçada. La inscripció correspon a un text rúnic sobre una serp entrellaçada amb una creu cristiana, gravat en estil Urnes Pr4. Se'n desconeix l'autor, encara que l'obra revela que degué ser el mateix Erilaz que gravà les pedres U 1050 i U 1060 a Tibble.
El text rúnic esmenta que una dona anomenada Gillaug erigí la pedra en memòria del seu fill Jôrundr, que morí a Hedeby.

### Inscripció

#### Transliteració en caràcters llatins
kilauk ' lit ' hakua ' at ' i(o)rut * sun sense ' (t)o ' i haiþaby

#### Transcripció ennòrdic antic
Gillaug let haggva at Iorund, sun sinn, do i Hæiðaby.

#### Traducció al català
Gillaug havia gravat (la pedra) en memòria de Jôrundr, fill seu. (Ell) morí a Hedeby.

## U 1050
És una peça de granit d'1 m d'altura. La inscripció correspon a un text rúnic sobre una serp entrellaçada, gravat en estil Urnes Pr4. Se'n desconeix l'autor, tot i que l'obra revela que degué ser-ne el mateix Erilaz que gravà les pedres U 1048 i U 1060 a Tibble.
El text rúnic esmenta que la pedra fou erigida per uns fills, un d'ells anomenat Holmgeirr, en memòria de son pare.

## Referències

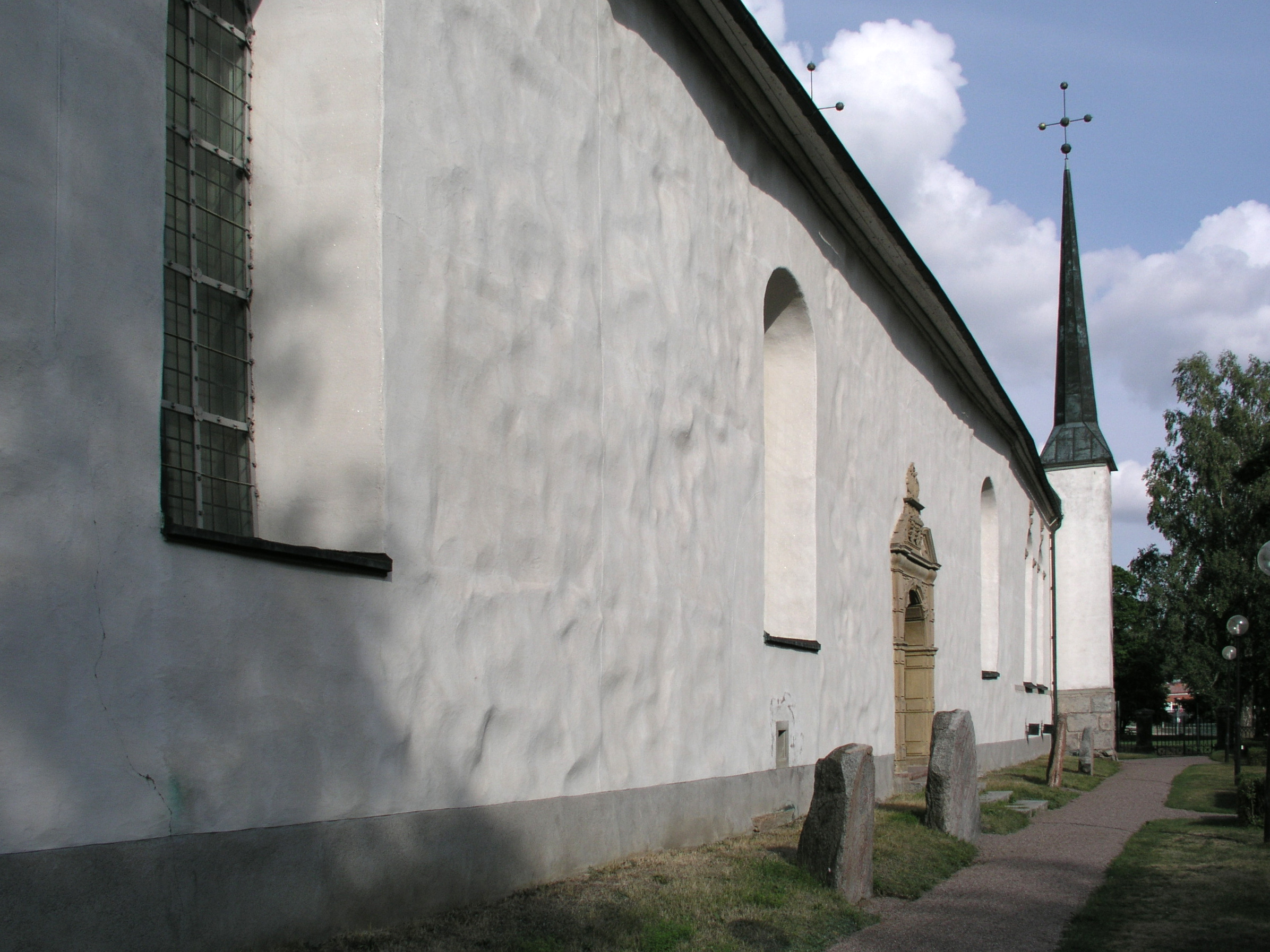
La cara sud de l'església amb les quatre pedres rúniques U 1045 – 1046 – 1047 – 1048

### Inscripció

#### Transliteració en caràcters llatins
hulmkair ' ... ...itu h--ua a[t] ' a(i)s[t] faþur sin

#### Transcripció ennòrdic antic
HolmgæiRR ... [l]etu h[agg]va at Æist, faður sinn.

#### Traducció al català
Holmgeirr ... havia ... gravat en memòria d'Eistr, pare seu.